# Grewia bakeriana
Grewia bakeriana är en malvaväxtart som beskrevs av Henri Ernest Baillon. Grewia bakeriana ingår i släktet Grewia och familjen malvaväxter. Inga underarter finns listade i Catalogue of Life.